# Ипполит Римский
Святой Ипполи́т Ри́мский (около 170 — около 235 годы) — один из самых плодотворных раннехристианских авторов, мученик, второй антипапа (217/218 — 235). На Западе праздник в его честь отмечается 13 августа, у православных — 30 января (12 февраля).

## Биография
Хотя Ипполита упоминают многие авторы, исторически достоверных свидетельств о нем крайне мало. Точная идентификация его личности и аутентичность отдельных произведений, приписываемых ему, остаются предметом научных дискуссий.
Известно, что он трудился в Риме, но писал на греческом языке, образование его носило эллинский характер; мог быть римским уроженцем греческого происхождения, однако большинство патрологов считает, что он приехал с Востока в зрелом возрасте. Патриарх Фотий называет его учеником Иринея Лионского, хотя неизвестно, знал ли Ипполит лионского епископа лично. Ипполит был ревностным поборником кафолической Церкви и боролся словом и делом с ересями того времени, в основном антитринитарными.
Решив, будто папа Зефирин (ок. 198—217) стал уклоняться в ересь, Ипполит отделился от него и создал свою общину. Усилило его оппозиционные настроения избрание папой Каликста, и он продолжал оставаться антипапой при папах Урбане и Понтиане. С последним он был сослан императором Максимином «на чумный остров Сардинию в рудники», где, видимо, и умер. Согласно традиции, на Сардинии произошло примирение Ипполита и Понциана, после чего Ипполит отказался от епископского сана.
Папа Фабиан торжественно перезахоронил мощи Понтиана и Ипполита в Риме.

## Взгляды
В своих богословских трудах Ипполит выступает трудолюбивым, педантичным собирателем мыслей, высказанных его предшественниками. Неразделимость Бога не исключает у него множественности Его личностей. В своей главной работе, «Философумене», он пытается проследить источник всех ересей к трудам древнегреческих философов. Ему приписывается также «Апостольское предание», запечатлевшее литургию и обряды, которые были приняты в Риме нач. III в. В этическом отношении Ипполит консервативен; он был глубоко оскорблен тем, что Каликст стал отпускать тягчайшие грехи вроде прелюбодеяния. Портят его сочинения озлобленность против оппонентов и вечный полемический тон. Поскольку он писал по-гречески, на западное богословие Ипполит не оказал большого влияния и был переоткрыт сравнительно поздно.

## Труды
1. «Толкование на Шестоднев». Сохранились во фрагментах.
2. «О том, что было после Шестоднева», или «На Бытие». Уцелели малые фрагменты.
3. «О благословении Валаама». Есть лишь отрывок у Леонтия Византийского.
4. «Об Елканане и Анане». Сохранились цитаты в «Диалоге против еретиков» блж. Феодорита Киррского.
5. «О благословении Исаака и Иакова». Толкование на Быт 49. Сохранилось в греч. оригинале и арм. и грузинском переводах.
6. «О благословении Моисея». Толкование на Втор 33. Есть арм. и грузинский переводы.
7. «Толкование на кн. Судей». Есть фрагмент на греч.
8. «Толкование на кн. Руфь». Уцелел небольшой фрагмент на греч., открытый на Афоне в 1895.
9. «Гомилия о Давиде и Голиафе» (на 3 Цар 17). Сохранилась в грузинском переводе.
10. «О Псалмах». Пролог сохранился в греч. переводе. Есть цитаты у блж. Феодорита.
11. «Толкование Притчей». Уцелело неск. отрывков.
12. «Толкование Екклесиаста». Есть лишь один отрывок.
13. «Толкование Песни Песней». Полный текст сохранился в грузинском переводе; греч. оригинал дошел лишь во фрагментах. Этот комментарий, написанный в гомилетич. жанре, основан на аллегорическом методе. Царь изображен как Христос, а невеста как Церковь.
14. «Толкование на прор. Исайю». Известно только название.
15. «Толкование на прор. Иезекииля». Небольшой фрагмент на сирийском.
16. «Толкование на прор. Даниила». Единственное экзегетическое творение Ипполита, сохранившееся в полном виде на греч. и слав. языках.
17. «Толкование на Мф». Уцелели лишь отрывки на коптском, арабском и эфиопском языках.
18. «Толкование Апокалипсиса». Известно только заглавие.
19. Книга «О Христе и Антихристе» битая ссылка догматического характера; также содержит и экзегетические темы.
20. «Синтагма» или «Против всех ересей» Сочинение утрачено.
21. «О Пасхе», где, высчитывая время, дает Пасхалию на шестнадцать лет, начиная первым годом царствования императора Александра[5]. Сочинение утрачено.
22. «Против Маркиона» Сочинение утрачено.
23. «Обличение всех ересей» или «Философумена» («Опровержение ересей») (вопрос о том, был ли Ипполит действительно автором данного произведения, остается открытым.)

### Переводы
- Невоструев К. И. Слово св. Ипполита об антихристе: В славян. пер. по списку XII в. с исслед. о Слове и о др. мним. беседе Ипполита о том же, с примеч. и прилож. — М.: Синод. тип., 1868. — 122, 257 с.
- Срезневский И. И. Сказания об антихристе в славянских переводах творений св. Ипполита // Отчет о 15-м присуждении наград гр. Уварова. — СПб., 1874. — C. 140—362.
- Творогов О. В. Слово и Сказание св. Ипполита об антихристе // Словарь книжников и книжности Древней Руси. — Вып. 1. — С. 425—426.
- Ипполит. Толкование Песни песней. Грузин.текст по рукописи X в. / Пер. с арм. Н. Марра. — СПб., 1901. — CXVI, 32, 69 с. — (Тексты и разыскания по армяно-грузин. филологии; Кн. 3).

Современные русские переводы:
- Ипполит, св. Слово на Богоявление // Христ. чт. — 1833. — Вып. 46, т. 1. — С. 8—22.
- Ипполит, св. Обличение на иудеев // Христ. чт. — 1841. — Ч. 2. — С. 313—321.
- Ипполит Римский, св. Учение о Христе и антихристе св. Ипполита, папы Римского. — М., 1873. — 39 с.
- Ипполит Римский, св. Учение о Христе и антихристе св. Ипполита, папы Римского. — СПб.: Рус. скоропечатня (К. И. Куна), 1881. — 42 с.
- Ипполит Римский, св. Учение о Христе и антихристе св. Ипполита, папы Римского: Глас святой истины. — СПб.: Тип. и хромолит. А. Траншеля, 1875. — 16 с.
- Ипполит, еп. Римский, св. Творения святого Ипполита, епископа Римского: В рус. пер. — Казань: Казан. духов. акад., 1898.
  - Вып. 1: Толкования на Книгу пророка Даниила. — Казань, 1898. — LX, 170 с.
  - Вып. 2: О Христе и Антихристе. О кончине мира, об Антихристе и втором пришествии Христовом (подложное). Против Ноэта. Слово на день Богоявления. — Казань, 1898. — [4], 130, XVII с.
    - переиздание: Сергиев Посад: Сергиева лавра, 1997.
    - частичное переиздание: Отцы и учители Церкви III века. — М., 1996. — Т. 207—260.
- Ипполит, еп. Римский, св. О Христе и антихристе: [Сб. творений]. — СПб.: Библиополис, 2008. — 399 с. — (Религ.-филос. б-ка).
- Ипполит Римский, св. Апостольское предание / Пер. свящ. П. Бубуруза // Богословские труды. — М., 1970. — Сб. 5. — С. 277—296.
- Ипполит Римский. Сохранившийся фрагмент из «Слова против эллинов», или «О всеобщей причине. Против Платона» / Пер. и примеч. А. Р. Фокина // Альфа и омега. — 1997. — № 2 (13). — С. 96—103.
- Ипполит Римский, свт. Толкование на книгу пророка Даниила / Святитель Ипполит Римский. — М. : Изд-во им. свт. Игнатия Ставропольского, 1998. — 167 с.
- Ипполит Римский. Свидетельство против иудеев / Пер., комм. А. П. Большакова // Древний Восток и античный мир: Тр. каф. истории древ. мира / МГУ. — М., 2000. — Вып. 3. — С. 166—173.
- Ипполит Римский. На благословения Иакова / Пер. свящ. К. Михайлов. — Село Михайловское (Моск. обл.): Изд. Михайло-Арханг. церкви, 2009. — 224 с.
- Ипполит Римский, свщм. Апостольское предание / Священномученик Ипполит Римский. — М.: Сиб. благозвонница, 2014. — 62 с.
- Ипполит Римский, свщм. О Христе и антихристе / Священномученик Ипполит Римский. — М.: Сиб. благозвонница, 2014. — 93 с.

«Опровержение всех ересей»:
- Ипполит, св. Сочинения. — Т. 1: О философских умозрениях, или Обличение всех ересей / В пер. П. Преображенского // Прилож. к «Правосл. обозрению», 1871—1872. — …, 1871. — 78 с.
  - То же // Ипполит, еп. Римский, св. О Христе и антихристе. — СПб.: Библиополис, 2008. — С. 339—384.
- Опровержение всех ересей (I 18-20) / Пер. Е. Д. Матусовой // Учебники платоновской философии. — М.; Томск, 1995. — С. 101—105.
- Опровержение всех ересей (IX 18-28) / Пер. М. М. Елизаровой // Тексты Кумрана. — М., 1971. — Вып. 1. — С. 369—373.
- Опровержение всех ересей (I 24, 1-7) / Пер. С. Г. Карпюка // Древний Восток в античной и раннехристианской традиции: (Индия, Китай, Юго-Вост. Азия) / Сост. и примеч. Г. А. Тароняна. — М.: Ладомир. 2007. — С. 274.
- «Опровержение всех ересей» (Англ. пер. Макмахона, 1886).
- Английский перевод Легга (1921): Vol. I; Vol. II

### Исследования
- Афонасин Е. В. Доксография в поздней античности. — Ч. I: «Опровержение всех ересей» Ипполита // Вестн. / Новосиб. гос. ун-та. Сер.: Философия. — 2005. — Т. 3, вып. 1. — С. 102—119.
- Афонасин Е. В. Доксография в поздней античности. — Ч. II: «Опровержение всех ересей» Ипполита и др. позднеантич. свидетельства // Вестн. / Новосиб. гос. ун-та. Сер.: Философия. — 2006. — Т. 4, вып. 1. — С. 113—125.
- Афонасин Е. В. Доксография в поздней античности. — Ч. III. «Опровержение всех ересей» Ипполита о Платоне, Аристотеле и эллинистич. философии // Вестн. / Новосиб. гос. ун-та. Сер.: Философия. — 2006. — Т. 4, вып. 2. — С. 109—116.
- Афонасин Е. В. Корпус сочинений, приписываемых Ипполиту Римскому: К вопросу об авторстве и происхождении // Гуманит. науки в Сибири. — 2004. — № 1. — С. 33—37.
- Афонасин Е. В. «Опровержение всех ересей» Ипполита как вспомогательный источник по истории античной науки // Философия науки. — 2005. — № 2 (25). — С. 3—32.
- Бубурз П., прот. «Апостольское предание» Ипполита Римского: (Происхождение памятника и его отношение к литургико-канонич. памятникам III—V веков) // Богословские труды. — М., 1971. — Сб. 13. — С. 181—200.
- Голышенко В. С. Замечания к изданному тексту «Слова Ипполита» // Изучение русского языка и источниковедение. — М., 1969. — C. 80—92.
- Иларион (Боголюбов), архим. Св. Ипполит, епископ и мученик // ПрТСО. — 1846. — Ч. 4. — С. 309—337.
- Лебедев Д. А., свящ. День Рождества Христова по хронологии св. Ипполита Римского // Христ. чт. — 1915. — № 1. — С. 76 — 96; № 2. — С. 240—252.
- Лебедев Д. А., свящ. День Рождества Христова по хронологии св. Ипполита Римского / Свящ. Д. А. Лебедев. — Пг., 1915. — 35 с.
- Муравьёв С. Н. Ипполит цитирует Гераклита // Из истории античной культуры. — М., 1976. — С. 120—142.
- Майоров Г. Г. Формирование средневековой философии: (Латин. патристика). — М.: Мысль, 1979. — С. 75—79.
- Острик Д. А. Учение о священном предании в творениях сщмч. Иринея Лионского и сщмч. Ипполита Римского: (Сравнит. анализ) // Материалы IX международной студенческой научно-богословской конференции к 100-летию подвига новомучеников и исповедников Церкви Русской. — СПб.: С.-Петерб. духов. акад., 2017. — С. 312—319.
- Певницкий В. Ф. Св. Ипполит, еп. Римский, и дошедшие до нас памятники его проповедничества // Тр. / Киев. духов. акад. — Киев, 1885. — Янв. — С. 50—83; Февр. — С. 179—221.
- Писарев Л. И. Святой Ипполит, епископ Римский: Очерк его жизни и лит. деятельности // Ипполит Римский, св. Творения. — Казань, 1898. — Вып. 1. — С. III—LVII.
- Писарев Л. И. Святой Ипполит, епископ Римский: Очерк его жизни и лит. деятельности / [Соч.] Л. Писарева. — Казань : Типо-лит. Имп. ун-та, 1898. — 48 с.
- Сагарда Н. И. Лекции по патрологии: I—IV вв. — М., 2004.

### Энциклопедии
- Ипполит // Мень А. В., прот. Библиологический словарь. — М., 2002. — Т. 1. — С. 554—556.
- Ипполит // Еврейская энциклопедия… — СПб., [1911]. — Т. 8. — Стб. 232—233.
- Серебреников В. С. Ипполит Римский // Православная богословская энциклопедия. — Петроград: Прилож. к духов. журн. «Странник», 1904. — Т. 5. — Стб. 1003—1007..
- Солопова М. А. Ипполит Римский // Античная философия: Энцикл. словарь. — М., 2008. — С. 400—402 [с библиографией].
- Ткаченко А. А. Ипполит Римский // Православная энциклопедия. — М., 2011. — Т. XXVI. — С. 202—222 [с библиографией].
- Шабуров Н., Задворный В. Ипполит Римский // Католическая энциклопедия. — М., 2005. — Т. II. — Стб. 455—456.